# ولایت ساگامی

نقشه ژاپن در (سال ۱۸۶۸). این ولایت با رنگ تیره مشخص شده است.

ولایت ساگامی (به ژاپنی: 相模国 Sagami no kuni) یکی از ولایت‌ها در تقسیم‌بندی کشوری قدیم ژاپن بود.